# Maciej Urbańczyk
Maciej Urbańczyk (Mikołów, 2 aprile 1995) è un calciatore polacco, centrocampista dell'Hutnik Cracovia.

## Carriera

### Club
Cresciuto nel settore giovanile del Ruch Chorzów, ha esordito in prima squadra il 28 maggio 2014 disputando l'incontro di Ekstraklasa perso 4-0 contro il Lech Poznań.

### Nazionale
Ha giocato nella nazionale polacca Under-20.

## Statistiche

### Presenze e reti nei club
Statistiche aggiornate al 4 marzo 2022.
| Stagione        | Squadra         | Campionato      | Campionato | Campionato | Coppe nazionali | Coppe nazionali | Coppe nazionali | Coppe continentali | Coppe continentali | Coppe continentali | Altre coppe | Altre coppe | Altre coppe | Totale | Totale |
| Stagione        | Squadra         | Comp            | Pres       | Reti       | Comp            | Pres            | Reti            | Comp               | Pres               | Reti               | Comp        | Pres        | Reti        | Pres   | Reti   |
| --------------- | --------------- | --------------- | ---------- | ---------- | --------------- | --------------- | --------------- | ------------------ | ------------------ | ------------------ | ----------- | ----------- | ----------- | ------ | ------ |
| 2013-2014       | Ruch Chorzów    | EK              | 1          | 0          | CP              | 0               | 0               |                    | -                  | -                  |             | -           | -           | 1      | 0      |
| 2014-2015       | Ruch Chorzów    | EK              | 2          | 0          | CP              | 0               | 0               | UEL                | 0                  | 0                  |             | -           | -           | 2      | 0      |
| 2015-2016       | Ruch Chorzów    | EK              | 10         | 0          | CP              | 0               | 0               |                    | -                  | -                  |             | -           | -           | 10     | 0      |
| 2016-2017       | Ruch Chorzów    | EK              | 33         | 1          | CP              | 0               | 0               |                    | -                  | -                  |             | -           | -           | 33     | 1      |
| 2017-2018       | Ruch Chorzów    | 1L              | 33         | 3          | CP              | 1               | 0               |                    | -                  | -                  |             | -           | -           | 34     | 3      |
| 2018-gen. 2019  | Ruch Chorzów    | 2L              | 20         | 0          | CP              | 0               | 0               |                    | -                  | -                  |             | -           | -           | 20     | 0      |
| gen.-giu. 2019  | Stal Mielec     | 1L              | 10         | 0          | CP              | -               | -               |                    | -                  | -                  |             | -           | -           | 10     | 0      |
| 2019-2020       | Stal Mielec     | 1L              | 24         | 0          | CP              | 4               | 0               |                    | -                  | -                  |             | -           | -           | 28     | 0      |
| 2020-2021       | Stal Mielec     | EK              | 11         | 0          | CP              | 1               | 0               |                    | -                  | -                  |             | -           | -           | 12     | 0      |
| 2021-2022       | Stal Mielec     | EK              | 21         | 0          | CP              | 1               | 0               |                    | -                  | -                  |             | -           | -           | 22     | 0      |
| Totale carriera | Totale carriera | Totale carriera | 165        | 4          |                 | 7               | 0               |                    | 0                  | 0                  |             | -           | -           | 172    | 4      |

## Palmarès

### Club

#### Competizioni nazionali
- I liga: 1

Stal Mielec: 2019-2020